# George de la Warr
George de la Warr (* 19. August 1904 in Southwick, Sussex; † 31. März 1969) war  ein britischer Bauingenieur am Oxfordshire County Council.
1953 trat er von seinem Posten zurück, wo er Forschungen zur Radionik anstellte und als Pionier galt.
De la Warr erfand eine Kamera, mit der er angeblich Krankheiten erkennen konnte. Im Juni 1960 wurde er von Catherine Phillips, einer verärgerten Kundin, verklagt, weil sein Diagnosegerät die Gesundheit der Patientin verschlechtert haben sollte. Die Klägerin behauptete, dass die Erfindung von de la Warr nicht die versprochene Wirkung zeigte. Das Gericht konnte nicht feststellen, ob seine Maschine funktionierte, und sprach ihn deshalb frei.
Er baute in Oxford die De-La-Warr-Laboratorien, in denen er die Forschung an Radionik-Geräten weiter vorantrieb. 1987 wurde das Labor geschlossen. Der Aufbewahrungsort der Radionik-Geräte einschließlich der Originalkamera ist unbekannt.

## Patente
- französisches Patentnummer 1.084.318 – „Perfectionnement à la recherche d'une radiation fondamentale“
- UK Patentnummer 741.651 – „Therapeutic apparatus“
- UK Patentnummer 761.976 – „Therapeutic apparatus“